# Glypta longiventris
Glypta longiventris là một loài tò vò trong họ Ichneumonidae.